# Ibrahim IV di Kelantan
Paduka Sri Sultan Sir Ibrahim IV Petra ibn Almarhum Sultan Muhammad IV (Kota Bharu, 9 agosto 1897 – Kota Bharu, 9 luglio 1960) è stato sultano di Kelantan dal 1944 al 1960.

## Biografia
Ibrahim IV nacque all'Istana Balai Besar di Kota Bharu il 9 agosto 1897 dal sultano Muhammad IV e da sua moglie Zainab. Il 22 giugno 1911 suo padre lo nominò "Tengku Sri Indra Mahkota Abdullah Ibrahim Ibni IV" e divenne erede apparente il 21 aprile 1921.
Nel 1942 fu vice giudice della Corte Superiore e poi rappresentante del padre a Singapore. Il 20 giugno 1944 dopo la morte di suo fratello Ismail gli succedette al trono e venne proclamato ufficialmente all'Istana Balai Besar cinque giorni dopo. Nel giugno del 1953 partecipò all'incoronazione della regina Elisabetta II.
Si sposò sei volte ed ebbe ventisei figli, dodici maschi e quattordici femmine.
Ibrahim IV morì all'Istana Seri Cemerlang di Kota Bharu il 9 luglio 1960 per una emorragia cerebrale. Gli succedette Yahya Petra, il suo secondo figlio.